# 三社联动
三社联动是一个流行于中国内地的社会治理术语，指三个主体或三个实务要素的联动。对该术语的具体定义缺乏共识，其中一种说法是三社联动指"社区居委会、社会组织和社会工作者等三个主体的联动"。

## 内涵

### 三社
三社联动中“三社”的具体涵缺乏共识，例如叶南客和陈金城认为，三社联动是社区建设、社会组织培育和社会工作现代化体制建立等三个体系的联动；王思斌等学者认为，三社联动是指"社区居委会、社会组织和社会工作者等三个主体的联动"；中国民政部部长李立国发表于光明日报的文章认为，三社联动是指社区、社会组织、社会工作专业人才之间的联动。

### 联动
“联”即联接，“动”即行动或运作，“联”是基础，“动”是机制，二者并存共生。“联”可以指社区等不同主体在同一层面的“主体联接”，也可以指对象、目标等不同实务要素在同一系统中的联接。“三社联动”可以看作是“主体联动”和“要素联动”的整合。

## 模式
根据叶南客和陈金城对三社联动的模式分类，三社联动可以分为内需驱动型、政府主导型、项目引领型、理念践行型和体制创新型五大类。内需驱动型是基于社区的内在需要构建的；政府主导型是围绕政府工作开展活动， 多是配合上级政府的任务需要；项目引领型是在“政府购买服务项目专业运作”中形成的；理念践行型着眼于相同的目标和愿景，在理念融合层面上整合资源；体制创新型是指通过社区管理体制创新，使得社区发展目标、社会组织运行、政府社会管理、居民参与、社工介入等机制形成合力。

## 起源
三社联动的发源可能与“两工联动”和“三社互动”有关，“两工联动”是社工义工联动的简称，是某地于2009年提出的术语；“三社互动”首指社区、社团和社工的互动，该说法的提出较“两工联动”晚一些。顾东辉认为，“三社联动”提出时间应在2009至2010年之间。

## 实践与发展
2015年10月22日，中国民政部在重庆召开全国社区社会工作暨“三社联动”推进会，要求各地加快推进社区、社会组织、专业社会工作“三社联动”。
三社联动在中国内地的实践较为广泛，在深圳市、北京市、广州市、酒泉市、兰州市、长沙市等地都有应用。
在三社联动的基础上，合肥市提出五社联动，张健等学者对此分析称，五社联动是指社会服务中心站、社会工作人才、社会组织、社区组织和社会资本五个主体之间的联动。